# Sildàvia
Sildàvia (en francès, Syldavie) és un país imaginari de Les aventures de Tintín.
La primera visita d'en Tintín a Sildàvia té lloc a El ceptre d'Ottokar. Bordúria intenta annexionar-se a Sildàvia, i per a fer-ho, prepara un complot per tal de fer desaparèixer el ceptre del rei Muskar XII; d'aquesta manera el monarca no podrà mostrar-lo el dia de Sant Wladimir i perdrà el tron. L'obra està escrita el 1939, pocs mesos després que Alemanya s'annexionés a Àustria. Bordúria s'assembla en diversos aspectes a l'Alemanya nazi.
En Tintín tornarà a Sildàvia a Objectiu: la Lluna, acompanyat pel capità Haddock, per participar en el programa especial de vol tripulat a la Lluna, que organitzen les autoritats sildaves, i on el professor Tornassol n'és un tècnic destacat. Tant en aquest volum com en el següent, Hem caminat damunt la Lluna, només se'n veuen les muntanyes del massís de Zmylpathes on es troba l'estació espacial.
A L'afer Tornassol l'aparició de Sildàvia és més complexa. A la primera part de l'aventura hi participen agents secrets sildaus que intenten impedir als seus enemics borduris el segrest del professor Tornassol, autor d'un curiós invent que el dictador de Bordúria vol obtenir a qualsevol preu per tal d'utilitzar-lo com a arma. Finalment, els borduris aconsegueixen el seu objectiu i en Tintín i el capità Haddock, amb l'ajuda de la Bianca Castafiore, han d'anar a Bordúria a alliberar el professor. Sildàvia només apareix quan, un cop alliberat en Tornassol, aconsegueixen travessar la frontera entre tots dos països a dins d'un tanc borduri.